# Psychotria veraguensis
Psychotria veraguensis är en måreväxtart som beskrevs av John Duncan Dwyer. Psychotria veraguensis ingår i släktet Psychotria och familjen måreväxter. Inga underarter finns listade i Catalogue of Life.